# Jocelyne Mavoungou
Pour les articles homonymes, voir Mavoungou.
Jocelyne Mavoungou, née le 22 septembre 1986, est une handballeuse internationale congolaise, qui évolue au poste d'ailière droite.

## Biographie
Jocelyne Mavoungou rejoint le Cercle Dijon Bourgogne en 2008, elle prend petit à petit ses marques jusqu'à s'imposer comme une titulaire indiscutable.
Joueuse emblématique du club de Dijon, elle en est la meilleure marqueuse en LFH lors des saisons 2011-2012 et 2012-2013. En 2014, après la remontée du club en première division, elle n'est pas conservée par le Cercle Dijon Bourgogne. Après six années passées à Dijon, elle s'engage à l'été 2014 pour le club de Cergy-Pontoise qui évolue en 2e division.

## Palmarès

### En club
- Championne de France de Division 2 en 2014 avec Dijon
- Finaliste de la Coupe de France en 2013 avec Dijon